# Conselleria de Medi Ambient, Territori i Infraestructures de la Xunta de Galícia
La Conselleria de Medi Ambient, Territori i Infraestructures de la Xunta de Galícia (en gallec: Consellería de Medio Ambiente, Territorio e Infraestruturas) és una conselleria de la Xunta de Galícia, que s'encarrega de la promoció d'obres públiques, de l'estat de les carreteres i de les infraestructures de comunicació, de la política de transport, de l'habitatge i de la gestió del medi ambient.

## Història
La conselleria d'Obres Públiques va tenir diferents denominacions al llarg de la seva història, incorporant-se unes funcions o unes altres o si s'incideix més en uns aspectes polítics o en uns altres. Se la va denominar Conselleria de Transports i Obres Públiques (COTOP) i també Conselleria de Política Territorial, Obres Públiques i Transports. Els canvis més importants es van produir en 2005 tanco amb clau les competències sobre habitatge van passar a tenir una conselleria pròpia, i en 2009, amb la incorporació de l'àrea de gestió del medi ambient, que fins llavors era gestionada per la conselleria de Medi ambient. També en aquest mateix any perd la competència sobre els ports, que van passar a dependre de la conselleria del Mar.

## Estructura interna

### Secretaries i direccions generals
Endemés de la necessària Secretaria General de la conselleria, la conselleria de Medi Ambient compta amb les següents direccions generals:
- Secretaria general d'Ordenació del territori i urbanisme: María Encarnación Rivas
- Secretaria general de Qualitat i avaluació ambiental: Justo de Benito Basanta
- Direcció general d'Infraestructures: Isabel Vila
- Direcció general de Mobilitat: Miguel Rodríguez Bugarín
- Direcció general de Sostenibilitat i paisatge: Manuel Borobio
- Direcció general de Conservació de la Natura: Ricardo García-Borregón Millán

### Ens públics adscrits
- Augas de Galicia
- Sistema d'Informació Territorial de Galícia
- Instituto Galego da Vivenda e Solo: Antonio José Boné.
- Axencia de protección da Legalidade Urbanística
- Empresa Pública de Obras e Servizos Hidráulicos
- Xurado de Expropiación de Galicia

## Consellers
- Ángel Mario Carreño: 1982 - 1986
- Xavier Suárez-Vence: 1986 - 1986
- Fernando Pedrosa Roldán: 1986 - 1987
- Antolín Sánchez Presedo: 1987 - 1990
- Xosé Cuíña: 1990 - 2003
- Alberto Núñez Feijóo: 2003 - 2005
- María Xosé Caride: 2005-2009
- Agustín Hernández: 2009- 2014
- Ethel Vázquez: 2014-